# Margarida Carpinteiro
Margarida Maria Martins Carpinteiro (Lisboa, 16 de Junho de 1943) é uma actriz e escritora portuguesa.

## Biografia
Nasceu em Lisboa, mas encontra-se muito ligada à Beira Baixa (principalmente à aldeia Vales de Cardigos, no concelho de Mação). É desse espaço que Margarida guarda parte das suas recordações de infância e onde tem as suas raízes.
Frequentou o curso de Filologia Românica da Faculdade de Letras da Universidade de Lisboa antes de se dedicar à representação. Entra no telefilme "A Rapariga dos Fósforos" de Luís Galvão Teles, inspirado num conto de José Cardoso Pires (produção Cinequanon, 1973). Esteve na companhia teatral Cornucópia com nomes como Luís Miguel Cintra, Jorge Silva Melo, Filipe La Féria e Orlando Costa.
Aparece no filme "A Confederação" de Luís Galvão Teles e faz teatro na companhia A Barraca em peças como "Zé do Telhado" (1978) ou "D. João VI" (1979). Fez também teatro de revista.
Participa no programa "O Passeio dos Alegres", de Júlio Isidro, onde desempenhou a personagem "D. Dores Paciência". O sucesso leva-a a gravar um single. Continua a colaborar no programa "Festa É Festa".
É a "Mariette" de Vila Faia, a primeira telenovela portuguesa.  Entra ainda em vários programas de Herman José: O Tal Canal (1983) e Hermanias (1984), Humor de Perdição (1988) e Casino Royal (1989).  Em 1985 lança o seu primeiro livro a que se seguem outros. Participa também na série "Lá Em Casa Tudo Bem".
Trabalha em novelas como "Roseira Brava" (1995), "Filhos do Vento" (1996). Em 1999 regressa aos palcos de teatro com a peça "Segredos de Cozinha", da nova produtora NCIE, com encenação de Cucha Carvalheiro. 
Na TVI grava novelas como "Tudo por Amor",  "Coração Malandro" e "Queridas Feras". Entra também na série "Conta-me como Foi" da RTP. 
Em 2005 lança o livro "Um Navio na Gaveta" baseado numa recolha de palavras e expressões já em desuso, descrevendo a dureza da vida nos anos 20 numa aldeia da Beira Baixa. A autora fez a pesquisa em Vales, freguesia de Cardigos, concelho de Mação, terra das suas raízes.
Em 2010, participa na novela "Laços de Sangue" da  SIC e na reposição de Dancin'Days.
Atualmente participa na novela "Alma e Coração (telenovela)" da SIC interpretando a personagem Jacinta Macedo.

## Reconhecimento
Em 2023, foi uma das dez figuras da cultura e teatro português, homenageadas em Lisboa, pela Junta de Freguesia de Santo António com a colocação do nome no Passeio da Fama, na Praça da Alegria. 

## Publicações
Escreveu os livros: 
- Silêncio na casa do barulho (Rolim, 1985)
- Ninguém morre de véspera (Rolim, 1986)
- Um Animal Desconhecido (Colares Editora, 1993)
- Um navio na gaveta (Círculo de Leitores, 2005)

## Discografia
Entre a sua discografia encontram-se: 
- A Confederação, disco de José Mário Branco (1978) [11]
- Dona Dores, Paciência/Que Aflição Tão Grande! (Single, Vadeca, 1982)
- Fura-Fura, disco album de Zeca Afonso (1996) [12]

## Televisão
Ao longo da sua carreira fez parte do elenco de várias séries, novelas  e programas da televisão portuguesa: 
| Ano         | Projeto                        | Papel                               | Notas                         | Canal |
| ----------- | ------------------------------ | ----------------------------------- | ----------------------------- | ----- |
| 1982        | Vila Faia                      | Mariette                            | Elenco Principal              | RTP1  |
| 1982        | Gente Fina É Outra Coisa       | Isabel Penha Laredo Mascarenhas     | Elenco Principal              | RTP1  |
| 1983 - 1984 | O Tal Canal                    |                                     |                               | RTP1  |
| 1984        | Fim de Século                  | Isadora Caramelo                    |                               | RTP1  |
| 1985        | Hermanias                      | Rita                                |                               | RTP1  |
| 1987        | Humor de Perdição              |                                     |                               | RTP1  |
| 1987 - 1988 | Lá em Casa Tudo Bem            | Esmeralda Peres                     | Elenco Principal              | RTP1  |
| 1988 - 1989 | Passerelle                     | Maria do Amparo Rodrigues           | Elenco Principal              | RTP1  |
| 1990        | Casino Royal                   | Brambilla                           | Elenco Principal              | RTP1  |
| 1990        | O Cacilheiro do Amor           |                                     |                               | RTP1  |
| 1990        | Chuva de Maio                  | Maria da Conceição «Tia Mariazinha» | Elenco Principal              | RTP1  |
| 1994 - 1995 | Desencontros                   | Alzira Brás                         | Elenco Principal              | RTP1  |
| 1995        | Roseira Brava                  | Constantina                         | Elenco Principal              | RTP1  |
| 1996        | O Campeão                      | Generosa                            | Elenco Principal              | Band  |
| 1996        | Filhos do Vento                | Anica                               | Elenco Principal              | RTP1  |
| 1997        | Antenas no Ar                  |                                     | Elenco Principal              | RTP1  |
| 1997 - 1998 | Bom Baião                      |                                     |                               | SIC   |
| 2000        | Cuidado Com as Aparências      | Margarida                           | Elenco Principal              | SIC   |
| 2000        | A Febre do Ouro Negro          |                                     |                               | RTP1  |
| 2001 - 2002 | Nunca Digas Adeus              | Nini                                | Atriz Convidada               | TVI   |
| 2002 - 2003 | Tudo por Amor                  | Catarina Aguiar                     | Elenco Principal              | TVI   |
| 2007        | Ilha dos Amores                | Madre Luciana                       | Elenco Principal              | TVI   |
| 2007 - 2008 | Fascínios                      | Elvira Andrade                      | Elenco Principal              | TVI   |
| 2008        | A Vida Privada de Salazar      | Maria                               | Elenco Principal              | SIC   |
| 2009        | Conta-me como Foi              | Vitória                             | Elenco Principal              | RTP1  |
| 2010 - 2011 | Laços de Sangue                | Graciete Pinto Silva                | Elenco Principal              | SIC   |
| 2011 - 2012 | Maternidade                    | Albertina                           | Elenco Principal              | RTP1  |
| 2012        | O Primogénito                  | Mãe de Pedro                        | Elenco Principal              | RTP1  |
| 2012 - 2013 | Dancin' Days                   | Ester Galvão                        | Elenco Principal              | SIC   |
| 2013 - 2014 | Os Filhos do Rock              | Eunice                              | Elenco Principal              | RTP1  |
| 2014 - 2015 | Mar Salgado                    | Adelaide Santos                     | Elenco Principal              | SIC   |
| 2015 - 2016 | Coração d'Ouro                 | Assunção                            | Elenco Adicional              | SIC   |
| 2015 - 2016 | Aqui Tão Longe                 | Lurdes Simões                       | Elenco Principal              | RTP1  |
| 2016 - 2017 | Amor Maior                     | Amália Machado                      | Elenco Principal              | SIC   |
| 2018 - 2019 | Alma e Coração                 | Jacinta Macedo                      | Elenco Principal              | SIC   |
| 2019        | Um Desejo de Natal             | Assunção Costa                      | Elenco Principal              | SIC   |
| 2020 - 2021 | Golpe de Sorte (4.ª temporada) | Velha Rosa Jordão                   | Elenco Principal              | SIC   |
| 2021        | Amor Amor                      | Adelaide Eça de Lima                | Elenco Principal              | SIC   |
| 2021        | Contado Por Mulheres           | Maria João                          | Protagonista (Ep. «Vizinhas») | RTP1  |

## Cinema
Fez parte do elenco dos filmes: 
- A Mãe é que Sabe (2016) de Nuno Rocha
- Assim Assim (2012) de Sérgio Graciano
- Dot.com (2007) de Luís Galvão Teles
- O Vestido Cor de Fogo (1986) de Lauro António
- A Vida É Bela?! (1982) de Luís Galvão Teles
- Dina e Django (1982) de Solveig Nordlund
- A Confederação: O Povo É Que Faz a História (1978) de Luís Galvão Teles
- A Rapariga dos Fósforos (1978) de Luís Galvão Teles

## Teatro
- 1973? - Oh Papá, Pobre Papá... - Casa da Comédia[15]
- 1976 - Lendas Portuguesas - Casa da Comédia[16]
- 1977 - A Herança - Teatro da Cornucópia[17]
- 1978 - Zé do Telhado - Teatro da Barraca[18]
- 1980 - A Vida Íntima de Laura - Teatro da Graça
- 1983 - Há Mas São Verdes
- 1984 - Você Conhece o Bairro Alto - Bar Ocarina (café-teatro)
- 1985 - A Noite dos Tríbades - Teatro da Trindade[19]
- 1986? - Lisboa, Tejo e Tudo - Teatro ABC
- 1991 - A Arte da Comédia - Teatro São Luiz
- 1995 - Às Nove em Ponto - Teatro ABC
- 2005 - Roberto Zucco - Teatro da Comuna[20]

...

## Rádio - Teatro Radiofónico
- 1978 - A Cabana do Pai Tomás (folhetim)
- 1992 - Tempo de Teatro - O Lugar do Frio [21]

...